# (2288) Karolinum
(2288) Karolinum est un astéroïde de la ceinture principale.

## Description
(2288) Karolinum est un astéroïde de la ceinture principale. Il fut découvert le 19 octobre 1979 à l'observatoire Kleť par Ladislav Brožek. Il présente une orbite caractérisée par un demi-grand axe de 2,91 UA, une excentricité de 0,16 et une inclinaison de 14,6° par rapport à l'écliptique.

## Compléments